# هابي ر. بيركنز
هابي ر. بيركنز (بالإنجليزية: Happy R. Perkins)‏ هو محامي أمريكي، ولد في 4 أكتوبر 1955.